# Angel Hits & Amigos
Angel Hits & Amigos é o décimo segundo álbum de estúdio da apresentadora e cantora brasileira Angélica, lançado em 1999 pela gravadora Epic, um selo da Sony Music. Junto com Meu Jeito de Ser, de 1993, é seu único álbum que não possui seu nome como título. Esse foi seu último disco lançado pela gravadora Sony.
O trabalho representa uma mudança significativa na trajetória musical da artista, que buscou distanciar-se de sua imagem infantil para alcançar um público mais amplo e maduro. A produção envolveu uma colaboração diversificada de músicos e produtores, resultando em um repertório que mescla novas interpretações de clássicos da música brasileira e faixas inéditas. 
O lançamento foi acompanhado por uma ampla campanha de divulgação e recebeu atenção considerável da mídia, tanto pela música quanto pelo contexto pessoal da artista. Embora o sucesso comercial do álbum tenha sido moderado, abriu novas possibilidades para a carreira musical e televisiva de Angélica. 

## Antecedentes e contexto
Durante o final da década de 1990, Angélica Ksyvickis, uma das principais apresentadoras e cantoras brasileiras, iniciou uma significativa transição em sua carreira musical com o lançamento de seu décimo segundo álbum, Angel Hits & Amigos. Este álbum, lançado pela Epic, marcou uma tentativa de Angélica de distanciar-se de sua imagem infantil e atrair um público mais amplo e diversificado.

## Produção e gravação
O álbum inclui faixas como "O Sal da Terra", de Beto Guedes e Ronaldo Bastos, em colaboração com a banda Jota Quest, e "Aquarela", de Toquinho. Estas escolhas musicais indicam uma tentativa de explorar temas e sonoridades mais maduras. A artista afirmou que seu amadurecimento pessoal, refletido em eventos como um relacionamento conturbado com o ator Maurício Mattar, influenciou essa nova direção. Em suas palavras: "Amadureci com as coisas que aconteceram comigo ultimamente (...) Agora tenho um trabalho voltado para as rádios, para os adultos. No show, o público é bem dividido, tem adulto e criança".
A produção de Angel Hits & Amigos envolveu uma equipe de profissionais que incluiu: Dudu Marote, Michael Sullivan, Marcelo Sussekind e Franco Jr. A gravação do álbum contou com participações de diversos artistas, como Jota Quest, Claudinho e Buchecha, Toquinho e Maurício Mattar, refletindo um esforço colaborativo e diversificado. Segundo a artista: "A ideia surgiu da minha vontade de cantar músicas que falassem coisas para um público mais jovem e por isso convidei essas pessoas que os jovens e adultos adoram".
Angélica demonstrou um envolvimento mais atento nos detalhes da produção musical, comportamento que ela mesma destacou como uma novidade em sua abordagem. Entre as faixas do álbum, destacam-se "Meu herói" (Michael Sullivan/Paulo Ricardo), um dueto com Rodrigo Faro, e a regravação de "Vou de Táxi" com Claudinho e Buchecha.

## Lançamento e promoção
Em entrevista antes do lançamento a cantora revelou: "Todos os convidados têm uma empatia muito grande com crianças e com adultos. Dessa vez, a ideia foi fazer um disco para tocar no rádio mesmo". O lançamento ocorreu em um evento na casa noturna Bess, em São Paulo, coincidentemente no mesmo dia em que Maurício Mattar lançou seu novo álbum. Durante o evento, Angélica e Mattar assumiram publicamente seu relacionamento, o que aumentou a atenção midiática em torno dos lançamentos.
Para promover o álbum, a cantora participou de diversos programas de televisão, incluindo o Domingão do Faustão, onde apresentou a faixa "Meu herói" ao lado de Rodrigo Faro. Na Rede Record, participou do especial de fim de ano do cantor Maurício Mattar, com quem protagonizou o videoclipe da música "Sorte". A inclusão de colaborações com artistas conhecidos contribuiu para a ampla divulgação do álbum nas rádios e na mídia.
Foram feitos videoclipes para promovê-lo. O videoclipe para a canção "Boogie Oogie Oogie" foi gravado no Rock in Rio Café, com uma sátira a história de Cinderela, já a canção "O Sal da Terra" teve seu clipe gravado em Grumari, Barra da Tijuca, na Zona Oeste do município do Rio de Janeiro.

## Singles
"Meu Herói" foi lançada como primeiro e único single do álbum, em 1998. A faixa traz um dueto entre a artista e o apresentador e cantor Rodrigo Faro. A colaboração fez com que surgissem boatos de um namoro entre os dois, algo que a cantora desmentiu prontamente: "Conheço o Rodrigo desde criança. Nós fazíamos comerciais juntos, desfiles", simplifica.

## Lista de faixas
- Créditos adaptados do álbum Angel Hits & Amigos, de 1999.[11]

| N.º | Título                      | Compositor(es)                                                   | Participação especial | Duração |  |
| 1.  | "Vou de Táxi (Joe Le Taxi)" | Franck Langolff, Étienne Roda-Gil / Versão: Aloysio Reis, Biafra | Claudinho & Buchecha  | 3:45    |  |
| 2.  | "Acho Que Me Apaixonei"     | Rubinho, A. Saccomani, Dennis, Anderson                          | Pepê & Neném          | 4:21    |  |
| 3.  | "Nosso Filme de Amor"       | Michael Sullivan, Dudu Falcão                                    | —                     | 4:24    |  |
| 4.  | "Meu Herói"                 | Michael Sullivan, Paulo Ricardo                                  | Rodrigo Faro          | 3:57    |  |
| 5.  | "Quero Ser (Quiero Ser)"    | E. Diaz, C. Colla, P.I. / Versão: Soto                           | —                     | 3:21    |  |
| 6.  | "Cuida de Mim"              | Michael Sullivan, Carlos Colla                                   | Ebony Vox             | 4:33    |  |
| 7.  | "O Sal da Terra"            | Beto Guedes, Ronaldo Bastos                                      | Jota Quest            | 4:54    |  |
| 8.  | "Aquarela"                  | Guido Morra, Maurizio Fabrizio, Toquinho, Vinícius de Moraes     | Toquinho              | 4:03    |  |
| 9.  | "Segredo"                   | Michael Sullivan, Dudu Falcão                                    | —                     | 3:55    |  |
| 10. | "O Verde É Nosso"           | Tatau                                                            | Tatau (Araketu)       | 5:04    |  |
| 11. | "Pensando em Ti"            | Claudinho de Oliveira                                            | Belo (Soweto)         | 4:32    |  |
| 12. | "Sorte"                     | Celso Fonseca, Ronaldo Bastos                                    | Maurício Mattar       | 3:55    |  |
| 13. | "Boogie Oogie Oogie"        | Janice Marie Johnson, Perry Kibble                               | Edson Cordeiro        | 4:06    |  |
| 14. | "Mauricinhos & Patricinhas" | Mu Chebabi, Paulo Muylaert                                       | Casseta & Planeta     | 3:49    |  |